# Lytocarpia distans
Lytocarpia distans är en nässeldjursart som först beskrevs av George James Allman 1877.  Lytocarpia distans ingår i släktet Lytocarpia och familjen Aglaopheniidae. Inga underarter finns listade i Catalogue of Life.